# Comunidad de san pedro de buena vista
San Pedro de Buena Vista es una comunidad campesina ubicada en el municipio de Tarija, dentro de la provincia Cercado del departamento de Tarija, en el Estado Plurinacional de Bolivia. Forma parte del área rural que conserva tradiciones ancestrales del pueblo chapaco y promueve una organización comunitaria basada en valores de unidad, paz y progreso.
PAGINA > https://www.facebook.com/profile.php?id=61560188924769

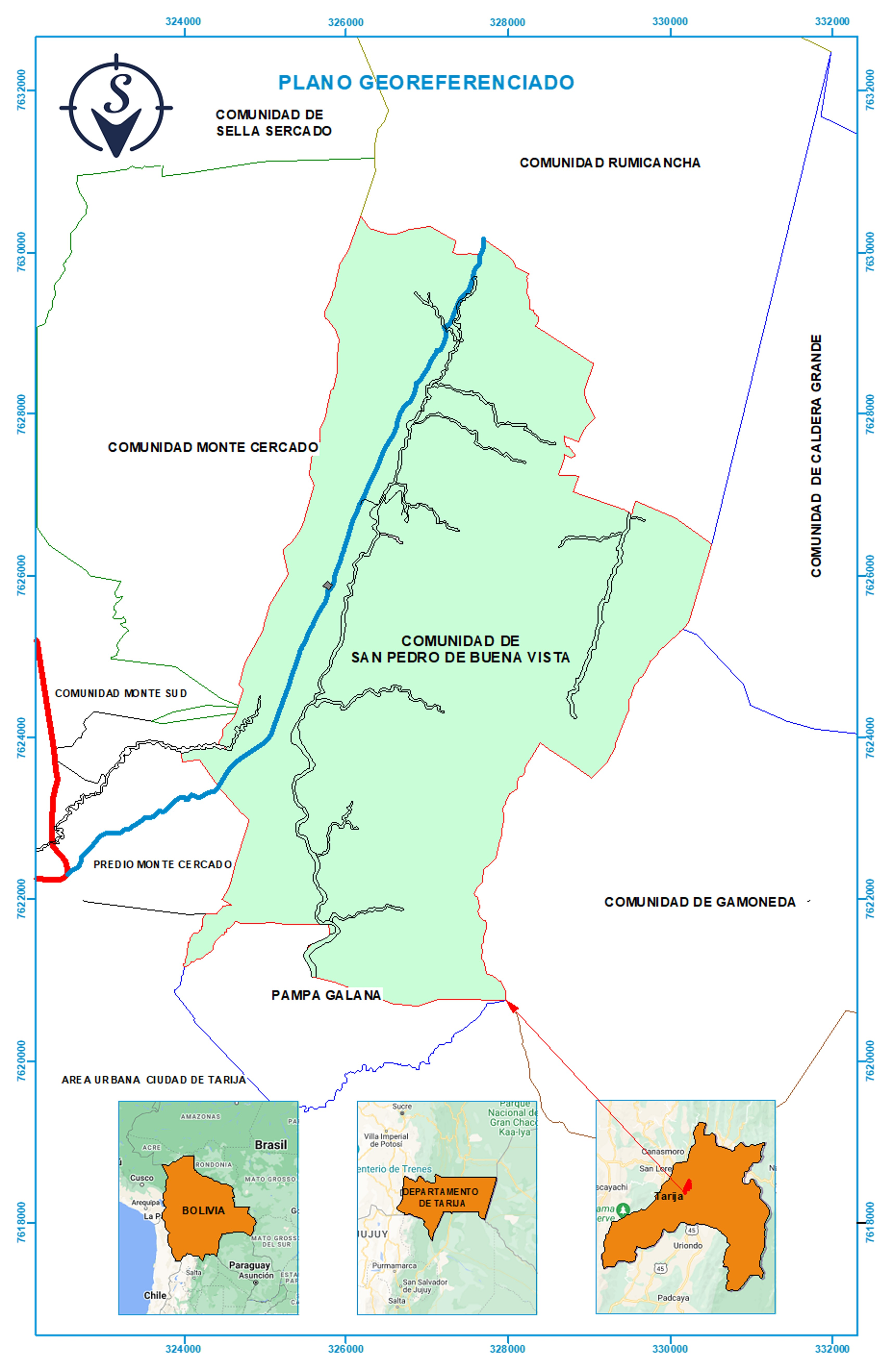
UBICACIÓN DE SAN PEDRO DE BUENA VISTA

## Ubicación y Extensión
La comunidad se encuentra bajo la jurisdicción del Gobierno Autónomo Municipal de Tarija, y abarca una superficie de 3.399 hectáreas cuadradas.

### Límites territoriales
- Norte: Comunidad de Rumicancha
- Sur: Comunidades de Monte Sud y Pampa Galana
- Este: Comunidades de Gamoneda y Caldera Grande
- Oeste: Comunidad de Monte Cercado

## Símbolos comunitarios
San Pedro de Buena Vista reconoce como propios los símbolos establecidos en la Constitución Política del Estado Plurinacional de Bolivia, incluyendo:

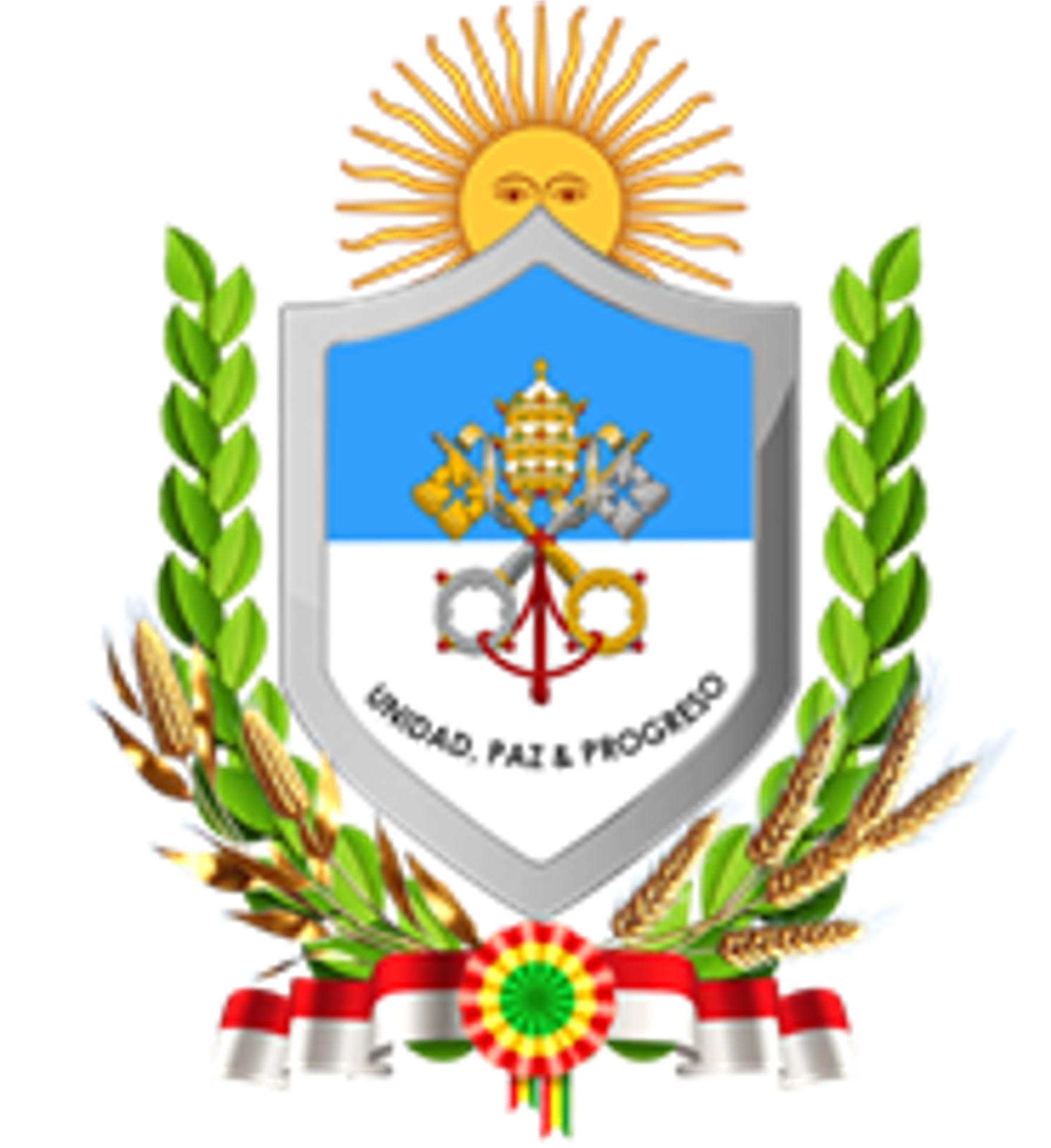
ESCUDO COMUNAL DE SAN PEDRO DE BUENA VISTA

- La bandera tricolor nacional (rojo, amarillo y verde)
- El escudo nacional
- La bandera del departamento de Tarija (rojo y blanco)
- La bandera de la comunidad (celeste con cruz blanca)

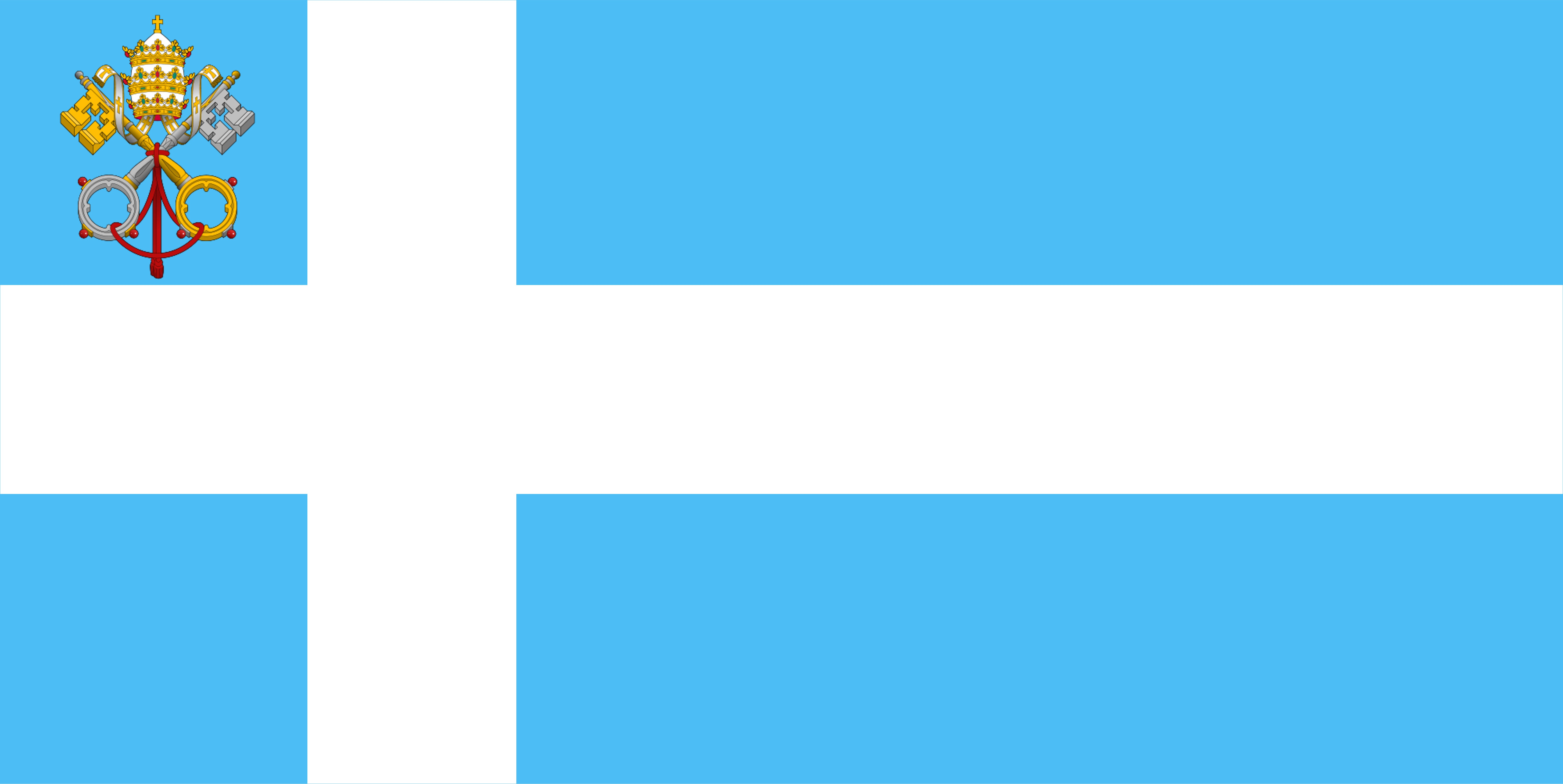
BANDERA COMUNAL SAN PEDRO DE BUENA VISTA

- El escudo propio de la comunidad

## Población
Según el Censo Nacional de 2012, San Pedro de Buena Vista contaba con una población aproximada de 360 habitantes, distribuidos en 34 familias registradas en la lista general comunal.

## Fundación e identidad
La comunidad fue fundada el 29 de junio de 1926, coincidiendo con la celebración de los santos apóstoles San Pedro y San Pablo, lo que motivó su denominación. Si bien no se cuenta con registros exactos sobre su origen, se considera esta fecha como el inicio simbólico de su vida comunitaria.

## Misión y fines comunitarios
San Pedro de Buena Vista promueve el Vivir Bien entre sus comunarios, bajo el lema:
“Unidad, Paz & Progreso”.
Tiene como misión fomentar el desarrollo familiar y comunitario, articulando principios sociales y culturales que reivindican los valores ancestrales, la música, la danza, la religiosidad y las costumbres locales, en un marco de respeto a la diversidad y la libertad religiosa.

## Principios
Como parte del pueblo chapaco, la comunidad se fundamenta en la autodeterminación comunitaria y familiar, integrando la gestión social, política, económica y cultural. Sus principios reflejan la lucha por el desarrollo integral y la conservación de los valores heredados.

## Actividades comunitarias
Entre las principales actividades que desarrolla la comunidad se encuentran:
1. Elaboración y ejecución del Plan Estratégico de Desarrollo Comunal
2. Mejoramiento del ganado vacuno, ovino, camélido y otras especies domésticas
3. Trabajos comunales convocados por las autoridades
4. Coordinación del POA con el gobierno municipal
5. Mantenimiento de caminos troncales, vecinales y peatonales
6. Control social en áreas de salud, educación, producción y servicios
7. Gestión de espacios educativos y acceso a servicios básicos
8. Proyectos de agua a domicilio, riego y otros recursos hídricos
9. Instalación de energía eléctrica y tecnologías de comunicación

## Organización y estructura

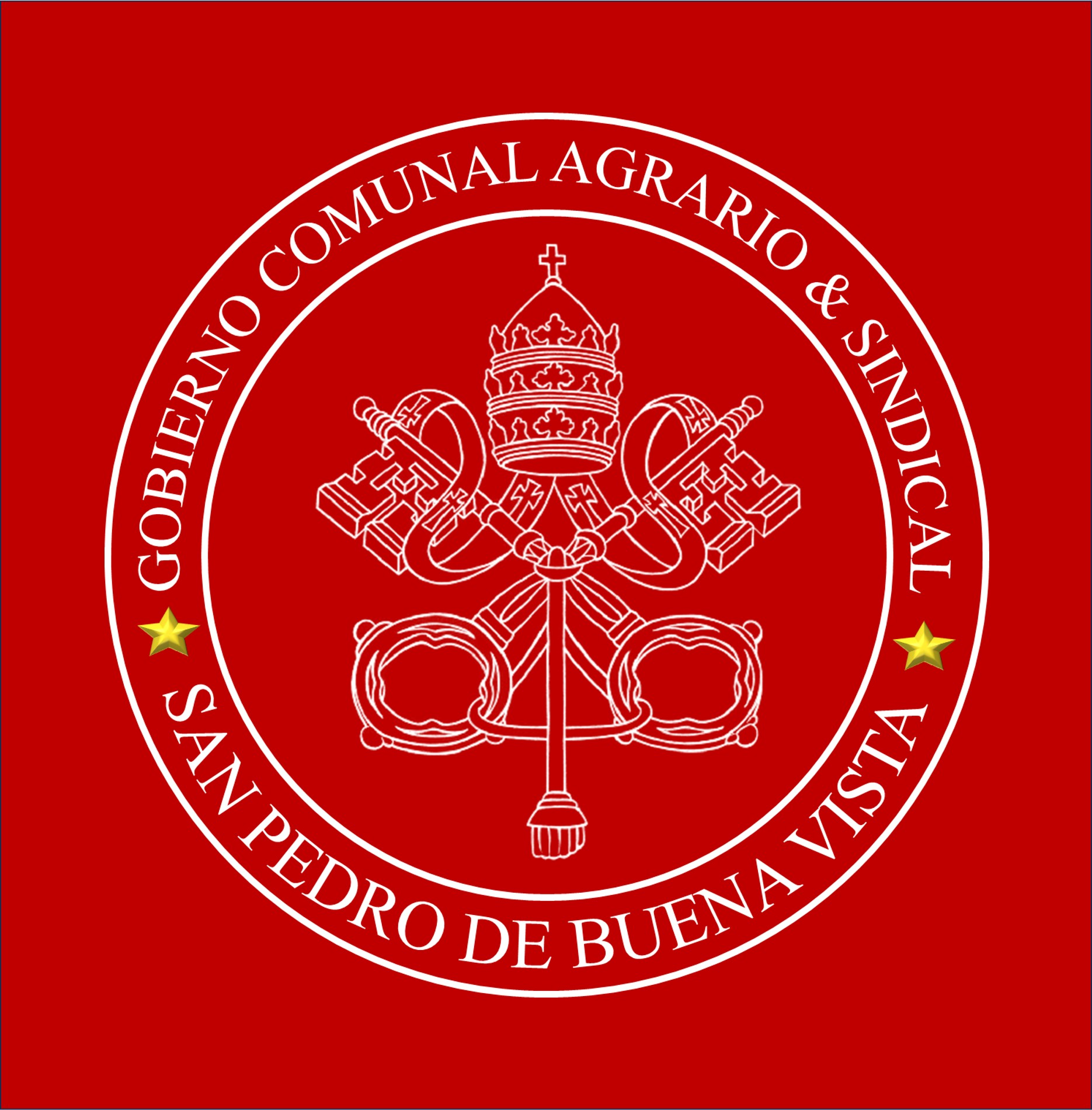
BOBIERNO COMUNAL

La comunidad cuenta con una estructura organizacional basada en mecanismos de participación directa y representativa. Los principales niveles de decisión son: 
1. Asamblea General Ordinaria (máxima autoridad soberana)
2. Asamblea Extraordinaria
3. Autoridad Agraria
4. Sindicato Agrario
5. Comunarios activos y residentes pasivos

## Directorio comunitario (período vigente)

### Autoridad Agraria:
- Corregidor: Daisy Irahola Aparicio
- Vicecorregidor: Ricardo Jesús Castillo Vargas
- Agente Comunal: Iván Jerez

### Sindicato Agrario:
- Secretario General: Juan Carlos Vilte Gonzales
- Relaciones: Lidio Vilte Irahola
- Actas: Héctor Rolando Vilte Gonzales
- Economía: Valvina Valeriano León
- Agricultura: Fredy Irahola
- Otros: Secretarías de tierra, deportes y salud

## Comisiones comunitarias

### Comisión de Servicios Básicos:
- Presidente: José María Gutiérrez Estrada
- Administradora: Jacqueline Guerrero

### Comisión de Planificación y Estructura:
- Presidente: Enrique Valeriano
- Vicepresidenta: Victoria Irahola
- Administradora: Teresa Jerez

### Comisión de Festejos:
- Presidente: Lidio Vilte Irahola
- Vicepresidenta: Lucinda Irahola
- Administradora: Matilde Mercado

### Comisión Electoral:
Composición rotativa electa por la asamblea.

## Fiesta Patronal
La comunidad celebra su fiesta patronal el 29 de junio, en honor a San Pedro Apóstol, con actos religiosos, kermese, feria productiva, juegos tradicionales, música y danza típica.